# Piptochaetium burkartianum
Piptochaetium burkartianum är en gräsart som beskrevs av Parodi. Piptochaetium burkartianum ingår i släktet Piptochaetium och familjen gräs. Inga underarter finns listade i Catalogue of Life.